# Галерија грбова Естоније
Галерија грбова Естоније обухвата актуелни Грб Естоније, историјске грбове Естонске Републике, грбове естонских округа и грбове естонских општина.

## Актуелни Грб Естоније
- Грб Естоније 
(1993 - )

## Историјски грбови Естоније
- Грб Естонске Губерније у оквиру Руске империје 
(1721 - 1918)
- Грб Естоније 
(1918 - 1940)
- Грб Естонске Совјетске Социјалистичке Републике 
(1940 - 1993)

## Грбови естонских округа
- Грб Валге
- Грб Виљанде
- Грб Вируе
- Грб Иду-Вире
- Грб Јарве
- Грб Јигеве
- Грб Љаене
- Грб Љаене-Виру
- Грб Пилве
- Грб Пјарне
- Грб Рапле
- Грб Саре
- Грб Тарте
- Грб Харјуе
- Грб Хијуе

## Грбови општина округа Валга
- Грб Валге
- Грб Каруле
- Грб Ире
- Грб Отепје
- Грб Палупера
- Грб Пуке
- Грб Пидрале
- Грб Сангасте
- Грб Тахеве
- Грб Тирве
- Грб Толисте
- Грб Хелме
- Грб Химулија

## Грбови општина округа Виљанде
- Грб Абја-Паулоја
- Грб Виљанде
- Грб Вихме
- Грб Каркси-Нуја
- Грб Колга-Јани
- Грб Кио
- Грб Кипе
- Грб Мијасакјула
- Грб Суре-Јани
- Грб Тарвасте
- Грб Халисте

## Грбови општина округа Виру
- Грб Антсле
- Грб Варсту
- Грб Вастелина
- Грб Вируе
- Грб Општина Виру
- Грб Ласва
- Грб Меремае
- Грб Мисоа
- Грб Министе
- Грб Риуге
- Грб Симерпалуе
- Грб Урвасте
- Грб Хања

## Грбови општина округа Ида-Виру
- Грб Авинурме
- Грб Алахие
- Грб Асерија
- Грб Вјвара
- Грб Иљука
- Грб Исаку
- Грб Јихвија
- Грб Кивиолија
- Грб Кохтла
- Грб Кохтла-Јарве
- Грб Кохтла-Ниме
- Грб Лиганусе
- Грб Лохусу
- Грб Маетагусе
- Грб Нарве
- Грб Нарва-Јоесу
- Грб Сиљамае
- Грб Сонде
- Грб Тоила
- Грб Тудулина

## Грбови општина округа Јарва
- Грб Паиде
- Грб Албуе
- Грб Амбла
- Грб Ватсе
- Грб Имавере
- Грб Кареда
- Грб Коеруе
- Грб Којгија
- Грб Паиде
- Грб Росна-Аљику
- Грб Тирија
- Грб Харва-Ханија

## Грбови општина округа Јигева
- Грб Јигева
- Грб Општина Јигева
- Грб Касепа
- Грб Мустве
- Грб Пајусија
- Грб Пала
- Грб Паламусе
- Грб Пилцама
- Грб Општине Пилцама
- Грб Пирманија
- Грб Саре
- Грб Табивере
- Грб Торма

## Грбови општина округа Љаене
- Грб Вормсија
- Грб Кулама
- Грб Лане
- Грб Лихула
- Грб Мартне
- Грб Ниве
- Грб Ноароција
- Грб Ридала
- Грб Ханила
- Грб Хапсалу

## Грбови општина Љаене-Виру
- Грб Вајка-Марха
- Грб Вихула
- Грб Винија
- Грб Виру-Нигула
- Грб Кадрина
- Грб Кунде
- Грб Лаеквере
- Грб Раке
- Грб Општина Раквере
- Грб Ригавере
- Грб Раквере
- Грб Симеру
- Грб Тамсалу
- Грб Тапа
- Грб Хаљала

## Грбови општина округа Пилва
- Грб Ахја
- Грб Валгјарве
- Грб Васце-Куце
- Грб Вериора
- Грб Вјарска
- Грб Канепија
- Грб Киљесте
- Грб Лахеде
- Грб Микитамије
- Грб Мосте
- Грб Ораве
- Грб Пилве
- Грб Рјапина

## Грбови општина округа Пјарну
- Грб Аре
- Грб Аудруа
- Грб Варбла
- Грб Општине Вјандре
- Грб Вјандре
- Грб Кихнуа
- Грб Конга
- Грб Паикусе
- Грб Пјарнуа
- Грб Сарде
- Грб Сауга
- Грб Синдија
- Грб Сурјуа
- Грб Такурана
- Грб Тоција
- Грб Торија
- Грб Тастама
- Грб Халинга
- Грб Хјадеместре

## Грбови општина округа Рапла
- Грб Вигала
- Грб Каиуа
- Грб Кехтна
- Грб Кјару
- Грб Кохила
- Грб Мјарјама
- Грб Раикела
- Грб Рапле
- Грб Хуруа
- Грб Хјарвакандија

## Грбови општина округа Саре
- Грб Ваљала
- Грб Карме
- Грб Кихелкома
- Грб Кјарле
- Грб Куресаре
- Грб Лаимјала
- Грб Леисија
- Грб Леманда
- Грб Мухуа
- Грб Мусћала
- Грб Орисаре
- Грб Пихтла
- Грб Паиде
- Грб Рухну
- Грб Салме
- Грб Торгуа

## Грбови општина округа Тарту
- Грб Алатскивија
- Грб Вара
- Грб Венуа
- Грб Елва
- Грб Каласте
- Грб Камбја
- Грб Конгута
- Грб Лаева
- Грб Луња
- Грб Мексија
- Грб Мекса
- Грб Њое
- Грб Пеипсиајаре
- Грб Пирисаре
- Грб Пухја
- Грб Рануа
- Грб Ренгуе
- Грб Тартуа
- Грб Општине Тарту
- Грб Тјахтвере
- Грб Уленурме
- Грб Хаслава

## Грбови општина округа Харју
- ГрбАегвидуе
- Грб Анија
- Грб Јелахтмеа
- Грб Кеила
- Грб Општине Кеиле
- Грб Керне
- Грб Килија
- Грб Косе
- Грб Кусалуа
- Грб Локса
- Грб Мардуа
- Грб Нисија
- Грб Падисе
- Грб Палдискија
- Грб Рае
- Грб Расикуа
- Грб Сакуа
- Грб Сауе
- Грб Општине Сауе
- Грб Талина
- Грб Васалема
- Грб Вимсија
- Грб Харкуа

## Грбови општина округа Хију
- Грб Емасте
- Грб Кјаина
- Грб Пехалепа
- Грб Хијуа